# Toxicodendron trichocarpum
Toxicodendron trichocarpum là một loài thực vật có hoa trong họ Đào lộn hột. Loài này được (Miq.) Kuntze miêu tả khoa học đầu tiên năm 1891.